# Antrostomus salvini
El chotacabras ticuer, chotacabra ti-cuer, pocoyo mejicano, pocoyo mexicano, tapacamino ticuer, tapacaminos ti-cuer o tapacaminos ticurú  (Antrostomus salvini) es una especie de ave caprimulgiforme de la familia Caprimulgidae endémica del este de México.

## Distribución
El chotacabras ticuer se encuentra únicamente en la región caribeña de México.